# 馮應奎
馮應奎（1470年—？），字景祥，浙江寧波府鄞縣人，軍籍，明朝政治人物。

## 生平
弘治十一年（1498年）戊午科浙江鄉試第八十七名舉人，弘治十八年（1505年）乙丑科進士。正德元年（1506年）官直隸無錫縣知縣。

## 家族
曾祖父馮宗偉；祖父馮常；父馮琦，知縣。母何氏；繼母陳氏。具慶下。